# Tapinoma modestum
Tapinoma modestum es una especie de hormiga del género Tapinoma, subfamilia Dolichoderinae. Fue descrita científicamente por Santschi en 1932.
Se distribuye por la región afrotropical, en Benín, Malí y Zimbabue.

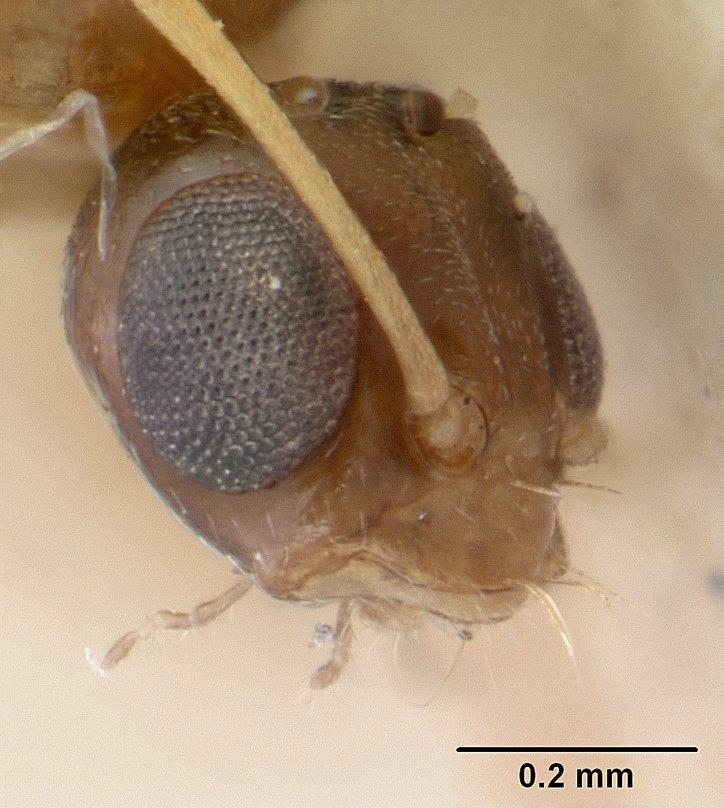
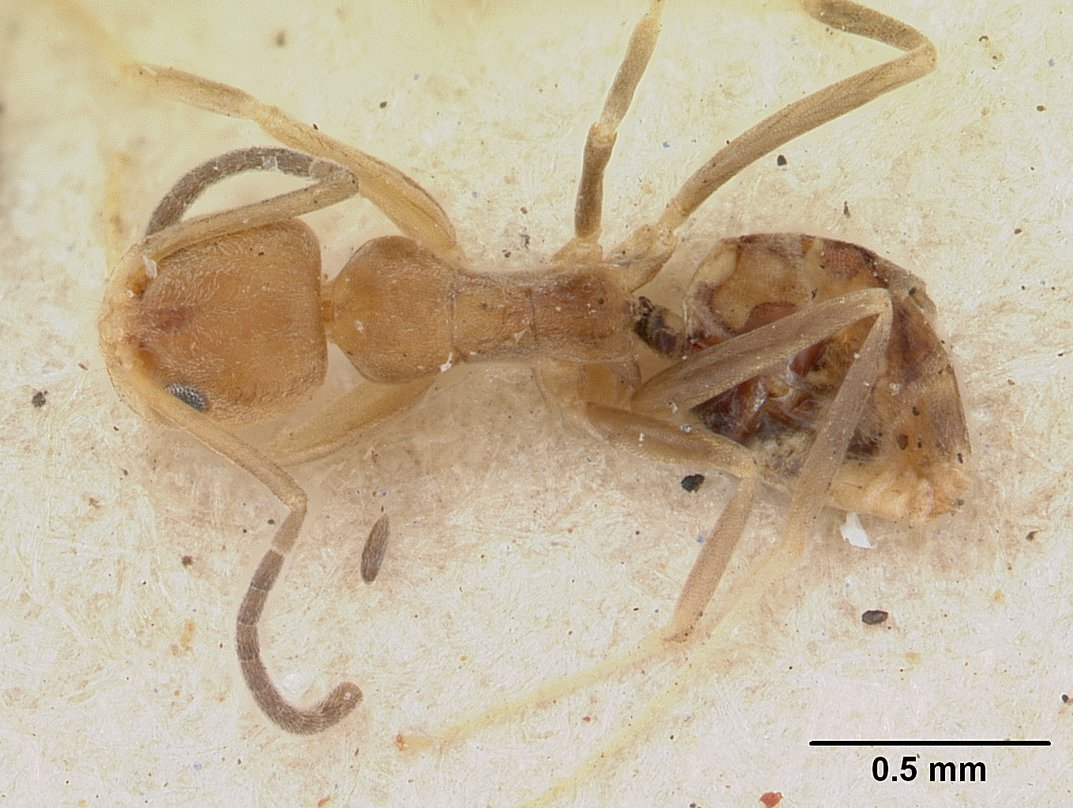
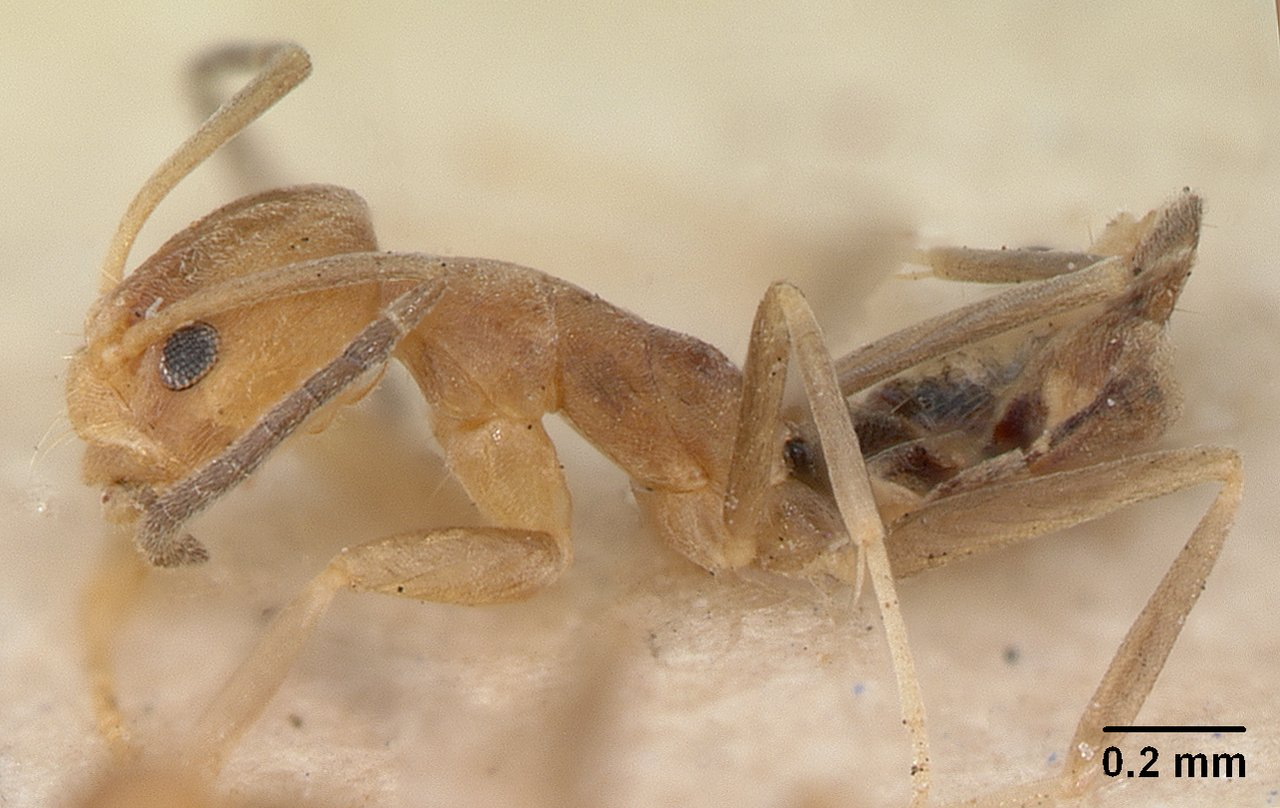